# Peșterna, Loveci
Peșterna (în bulgară Пещерна) este un sat în comuna Lukovit, regiunea Loveci,  Bulgaria. 

## Demografie
Componența etnică a satului Peșterna
     Turci (2,04%)
     Bulgari (89,79%)
     Romi (8,16%)
     Nicio identificare (0%)
La recensământul din 2011, populația satului Peșterna era de 147 locuitori. Din punct de vedere etnic, majoritatea locuitorilor (89,79%) erau bulgari, existând și minorități de romi (8,16%) și turci (2,04%). Pentru 0% din locuitori nu este cunoscută apartenența etnică.